# Janče
Janče je lahko tudi moško osebno ime.
Janče so naselje na jugovzhodnem obrobju  Mestne občine Ljubljana. Ležijo na hrbtu Janškega hriba na desnem bregu Save nad Jevnico. Nadmorska višina znaša 784m. 
Na vrhu stoji nekaj hiš, cerkev Sv Nikolaja in planinski dom PD Litija. So priljubljena izletniška točka Ljubljančanov, znana po izjemnem razgledu, jagodah, gobah in kostanju. Kraj je doživljal burno zgodovino, saj je tu potekala trgovska pot med Dolenjsko in Gorenjsko. Na severni strani hriba se nahajajo raziskani ostanki rimskega grobišča. Mogoča podobna najdišča na vrhu Janč še niso raziskana. Legenda govori o turški utrdbi pod vasjo Gabrje, kjer se nahaja predel, ki se imenuje Gradec na katerem naj bi ta stala. Na sosednjem bregu je predel ki se imenujeTurnše (tudi zato hišno ime Turnšar), kjer naj bi bili ostanki stražnega stolpa. S Turki naj bi bilo povezano tudi ime kraja Janče. V novejši zgodovini je znan spopad domačinov z nemškutarji, ki so ga oblasti kaznovale z visokimi denarnimi kaznimi, zaradi katerih je bilo več kmetij ob zemljo. Do druge svetovne vojne je bil kraj precej odrezan od Ljubljane. Do doline so vodili le strmi kolovozi po katerih so vlačili les in nosili žito v besniške mline. Po vojni se je kraj začel približevati Ljubljani, saj so domačini vse bolj odhajali na delo v dolino, izboljševali so ceste, začel je voziti avtobus. Kljub vse večji bližini prestolnice in zaposlovanju v njej, pa kraj ni zamrl. Še vedno ima podružnično šolo in nekaj storitvenih dejavnosti, število prebivalcev pa se v zadnjem času celo povečuje. (vir: zapis po pričevanju najstarejših krajanov)

## NOB
Med drugo svetovno vojno so Janče nadzirali Nemci, parkrat obstreljevali vrh in močno poškodovali cerkveni zvonik. Domačini, ki so se pridružili partizanom, so tod okrog zbirali hrano in vzdrževali zveze med štajerskimi in dolenjskimi enotami. Okoliški zaselek Tuji grm so Nemci večinoma požgali. Zajete prebivalce so zaprli v senik, a jih kasneje, ko je že gorel, vseeno izpustili iz njega. 
Dne 21. maja 1942 je vzhodno od vasi (pri Tujem Grmu) prišlo do boja med partizani, ki so se skušali prebiti preko Zasavja na Štajersko in nemškimi policisti. Partizani so imeli 11 mrtvih in nekaj več ranjenih. Sovražnikove izgube so bile več kot 20 mrtvih, nekateri viri navajajo številko 70.